# Alois Dlabač
Alois Dlabač (30. prosince 1863 Červené Poříčí – 21. ledna 1930 Praha-Holešovice) byl český architekt. Realizoval celou řadu budov, především postavených v secesním či historizujícím slohu.
Narodil se v Korunním (později Červeném) Poříčí, nedaleko Klatov v západních Čechách jakožto syn stavitele Antonína Dlabače z Hostivic u Prahy. V letech 1884 až 1886 vystudoval inženýrské a pozemní stavitelství na Českém vysokém učení technickém v Praze. Zde se posléze usadil a začal zde architektonicky tvořit v rámci vlastní stavební firmy. Působil jako stavitel i architekt. Dvakrát se, letech 1901 až 1903 a 1905, se zúčastnil architektonické soutěže na přestavbu a dostavbu Staroměstské radnice v Praze. Návrhy tvořil především v konzervativních historizujících stylech.
Alois Dlabač zemřel 21. ledna 1930 v Praze-Holešovicích na nádor plic. Pohřben byl na hřbitově v Újezdě u Chlumce.

## Dílo
- Vila Malijovských, Husova 242, Borohrádek (1905, společně s F. J. Hodkem)
- Dům A. Liebschera, Praha-Staré Město (Valentinská 1/ Platnéřská 15, mezi 1903–1906, společně s F. J. Hodkem)
- Spolkový dům Vyšehradské záložny, později Husův sbor, Vratislavova 8, Praha-Vyšehrad (1908–1909)[4]
- Secesní vila, Mickiewiczova 254/6, Praha-Hradčany (společně s J. Pfeffermanem)
- Budova elektrárny Štvanice, č. p. 1340, Praha-Holešovice (1912–1913, postaveno firmou Müller a Kapsa)[5][6]
- Přestavba zámku Brandýs nad Orlicí, Brandýs nad Orlicí (1914)
- Nájemní dům čp. 776/10, Václavské náměstí, Praha-Nové Město (???)
- Schierovy domy, Pařížská, Praha-Staré Město (společně s Rudolfem Kříženeckým)
- Úřední budovy v Třeboni, Vysokém Mýtě aj. (zejména 20. léta 20. století)
- Budovy státního cukrovaru ve Zvoleněvsi u Slaného (1922)
- Přestavbu zámku ve Střezimíři u Benešova (1924)
- Přestavba průčelí zámku ve Všenorech u Prahy (1928–1929)
- Rodinná vila Františka a Heleny Stuchlíkových (též Dlabačova vila), Na Krocínce 784/13, Praha-Vysočany (posmrtná realizace, 1934)[7]

### Účast v architektonických soutěžích
- 1898 – návrh přestavby zámku Wallsee u Amstettenu, Dolní Rakousy (Stříbrná státní medaile)
- 1898 – návrh stavby Palackého mostu v Praze (1. cena)
- 1901–1903 – návrh přestavby a dostavby Staroměstské radnice v Praze (3. cena)
- 1905 – návrh přestavby a dostavby Staroměstské radnice v Praze